# A.S. Morolo Calcio
Associazione Sportiva Morolo Calcio  là một câu lạc bộ bóng đá Ý đến từ Morolo, Lazio. Màu sắc của đội là trắng và đỏ.